# Lotto (stacja metra)
Lotto (Fieramilanocity) – stacja przesiadkowa mediolańskiego metra między liniami M1 oraz M5. Znajduje się na piazzale Lorenzo Lotto w Mediolanie. Stacja M1 zlokalizowana jest pomiędzy przystankami Amendola i QT8, natomiast stacja M5 między przystankami Segesta oraz Portello. Starszą część otwarto w 1964 roku, nowszą - w 2015 roku.